# Медаль «За ранение» (Южный Вьетнам)
Медаль «За ранение» (вьет. Bảo quốc Huân chương) — военная награда Южного Вьетнама.

## Описание
Медалью «За ранение» награждались военнослужащие за ранения в бою и правительственные чиновники за ранения при исполнении долга. Иностранным военным медаль практически не выдавалась.
Медаль была учреждена 3 января 1953 года. Чеканилась во Вьетнаме, Франции и США. Эквивалентна медали США «Пурпурное сердце» и французской медали «За военное ранение».